# Aurélio Teixeira
Aurélio Teixeira (21 de octubre de 1926, Santana de Parnaíba, São Paulo- Río de Janeiro, 1973) fue un actor y director brasileño.

## Filmografía parcial

### Como actor
- 1976 - Os Mansos (segmento "O Homem, a Mulher e o Etc. numa noite de loucuras")
- 1971 - Soninha Toda Pura
- 1970 - Meu Pé de Laranja-Lima  (Portuga)
- 1969 - Os Raptores
- 1968 - Selva Trágica
- 1965 - Entre Amor e o Cangaço
- 1962  - Três Cabras de Lampião
- 1961  - Mulheres e Milhões
- 1960 - Vai que é mole
- 1959 - Pistoleiro Bossa Nova
- 1959 - Quem Roubou Meu Samba?
- 1958 - Aguenta o Rojão
- 1957 - Absolutamente Certo (Raul)
- 1957 - Arara Vermelha
- 1957 - Uma Certa Lucrécia (César)
- 1957 -  Teleteatro:
- 1957 - Cartas de Madeleine
- 1957 - A Última Conquista
- 1957 - Barro Blanco
- 1957 - Correntes Ocultas
- 1957 - M (O Matador)
- 1956 - Quem matou Anabela?
- 1955 - Ana
- 1955 - Mãos Sangrentas
- 1954 - Carnaval em Caxias
- 1953 -  Balança mas não cai
- 1952 - Amei um Bicheiro
- 1952 - Barnabé, tu és meu
- 1952 - Carnaval Atlântida
- 1952 - Destino
- 1951 -  Hóspede de uma noite

### Como director
- 1971 - Soninha Toda Pura
- 1970 - Meu Pé de Laranja-Lima
- 1969 - Os Raptores
- 1968 - Juventude e Ternura
- 1967 - Mineirinho Vivo ou Morto
- 1966 - Na Onda do Iê-Iê-Iê
- 1965 - Entre o Amor e o Cangaço
- 1962 - Três Cabras de Lampião